# Tapeinidium novoguineense
Tapeinidium novoguineense är en ormbunkeart som beskrevs av Kramer. Tapeinidium novoguineense ingår i släktet Tapeinidium och familjen Lindsaeaceae. Inga underarter finns listade.